# Lista de episódios de Faking It
Lista de episódios da série original da MTV  Faking It.

## Resumo
| Temporada | Temporada | Episódios | Episódios | Exibição original      | Exibição original      |
| Temporada | Temporada | Episódios | Episódios | Estreia da temporada   | Final da temporada     |
| --------- | --------- | --------- | --------- | ---------------------- | ---------------------- |
|           | 1         | 8         | 8         | 22 de abril de 2014    | 10 de junho de 2014    |
|           | 2         | 20        | 10        | 23 de setembro de 2014 | 25 de novembro de 2014 |
|           | 2         | 20        | 10        | 31 de agosto de 2015   | 2 de novembro de 2015  |
|           | 3         | 10        | 10        | 15 de março de 2016    | 17 de maio de 2016     |

## Episódios

### 1ª Temporada (2014)
| N.º geral | N.º na temp. | Título                       | Dirigido por   | Escrito por      | Exibição original   | Audiência (milhões) |
| --------- | ------------ | ---------------------------- | -------------- | ---------------- | ------------------- | ------------------- |
| 1         | 1            | "Pilot"                      | Jamie Travis   | Carter Covington | 22 de abril de 2014 | 1.17                |
| 2         | 2            | "Homecoming Out"             | Jamie Travis   | Carter Covington | 29 de abril de 2014 | 0.86                |
| 3         | 3            | "We Shall Overcompensate"    | Jamie Travis   | Drew Hancock     | 6 de maio de 2014   | 0.93                |
| 4         | 4            | "Know Thy Selfie"            | Claire Scanlon | Megan Hearne     | 13 de maio de 2014  | 0.86                |
| 5         | 5            | "Remember the Croquembouche" | Claire Scanlon | Carrie Rosen     | 20 de maio de 2014  | 0.89                |
| 6         | 6            | "Three to Tango"             | Claire Scanlon | George Northy    | 27 de maio de 2014  | 0.95                |
| 7         | 7            | "Faking Up Is Hard to Do"    | Jamie Travis   | Wendy Goldman    | 3 de junho de 2014  | 0.98                |
| 8         | 8            | "Burnt Toast"                | Jamie Travis   | Carter Covington | 10 de junho de 2014 | 0.96                |

### 2ª Temporada (2014-2015)
A segunda temporada de Faking It é composta por 20 episódios e foi dividida em duas partes de 10 episódios cada.
| N° Série | #  | Título                                                                           | Exibição Original      | Audiência (em milhões) |
| Parte 1  |    |                                                                                  |                        |                        |
| -------- | -- | -------------------------------------------------------------------------------- | ---------------------- | ---------------------- |
| 9        | 1  | "Na Manhã Seguinte" "The Morning Aftermath"                                      | 23 de Setembro de 2014 | 1.04                   |
| 10       | 2  | "Você Não Pode Conter a Verdade ou Desafio" "You Can't Handle The Truth or Dare" | 30 de Setembro de 2014 | 0.75                   |
| 11       | 3  | "Perdido na Tradução" "Lust in Translation"                                      | 7 de Outubro de 2014   | 0.73                   |
| 12       | 4  | "Reis das Mentiras e Rainhas do Drama" "Lying Kings and Drama Queens"            | 14 de Outubro de 2014  | 0.65                   |
| 13       | 5  | "A Tensão Presente" "Present Tense"                                              | 21 de Outubro de 2014  | 0.71                   |
| 14       | 6  | "O Ecstasy e a Agonia" "The Ecstasy and the Agony"                               | 28 de Outubro de 2014  | 0.69                   |
| 15       | 7  | "Expectativas de Encontros" "Date Expectations"                                  | 4 de Novembro de 2014  | 0.67                   |
| 16       | 8  | "Zen e a Arte dos Concursos de Beleza" "Zen and the Art of Pageantry"            | 11 de Novembro de 2014 | 0.91                   |
| 17       | 9  | "Kármica Retribuição" "Karmic Retribution"                                       | 18 de Novembro de 2014 | 0.85                   |
| 18       | 10 | "Presos" "Busted"                                                                | 25 de Novembro de 2014 | 0.89                   |
| Parte 2  |    |                                                                                  |                        |                        |
| 19       | 11 | "Despojado" "Stripped"                                                           | 31 de Agosto de 2015   | 0.92                   |
| 20       | 12 | "Os Vingadores: A Era do Monóculo" "The Revengers: Age of the Monocle"           | 7 de Setembro de 2015  | 0.58                   |
| 21       | 13 | "A Tensão Futura" "Future Tense"                                                 | 14 de Setembro de 2015 | 0.44                   |
| 22       | 14 | "Luta no Sábado à Noite" "Saturday Fight Live"                                   | 21 de Setembro de 2015 | 0.40                   |
| 23       | 15 | "Ponto de Ebulição" "Boiling Point"                                              | 28 de Setembro de 2015 | 0.58                   |
| 24       | 16 | "Fingindo... Novamente" "Faking It... Again"                                     | 5 de Outubro de 2015   | 0.37                   |
| 25       | 17 | "Baile Assustador" "Prom Scare"                                                  | 12 de Outubro de 2015  | 0.39                   |
| 26       | 18 | "Baile Nuclear" "Nuclear Prom"                                                   | 19 de Outubro de 2015  | 0.51                   |
| 27       | 19 | "No Fundo Do Poço" "The Deep End"                                                | 26 de Outubro de 2015  | 0.44                   |
| 28       | 20 | "Fora da Escola" "School's Out"                                                  | 2 de Novembro de 2015  | 0.52                   |

### 3ª Temporada (2016)
A série foi renovada para uma terceira temporada no dia 22 de Abril de 2015, durante o aniversário de um ano de estreia da série.
Sua 3ª temporada estreiou no dia 15 de março na televisão norte-americana e foi cancelada no dia 17 de maio, com o total de 10 episódios.